# Muraltia guthriei
Muraltia guthriei är en jungfrulinsväxtart som beskrevs av Margaret Rutherford Bryan Levyns. Muraltia guthriei ingår i släktet Muraltia och familjen jungfrulinsväxter. Inga underarter finns listade i Catalogue of Life.